# کریستینا لیندبری
کریستینا لیندبری (سوئدی: Christina Lindberg؛ زادهٔ ۶ دسامبر ۱۹۵۰) بازیگر، روزنامه‌نگار و مدل گلامور اهل سوئد است که از سال ۱۹۷۰ میلادی تاکنون مشغول فعالیت بوده‌است.
از فیلم‌هایی که در آن نقش داشته می‌توان به دلهره‌آور - فیلمی بی‌رحمانه و آنیتا: پری زیبای سوئدی اشاره کرد.